# Paul J. McAuley

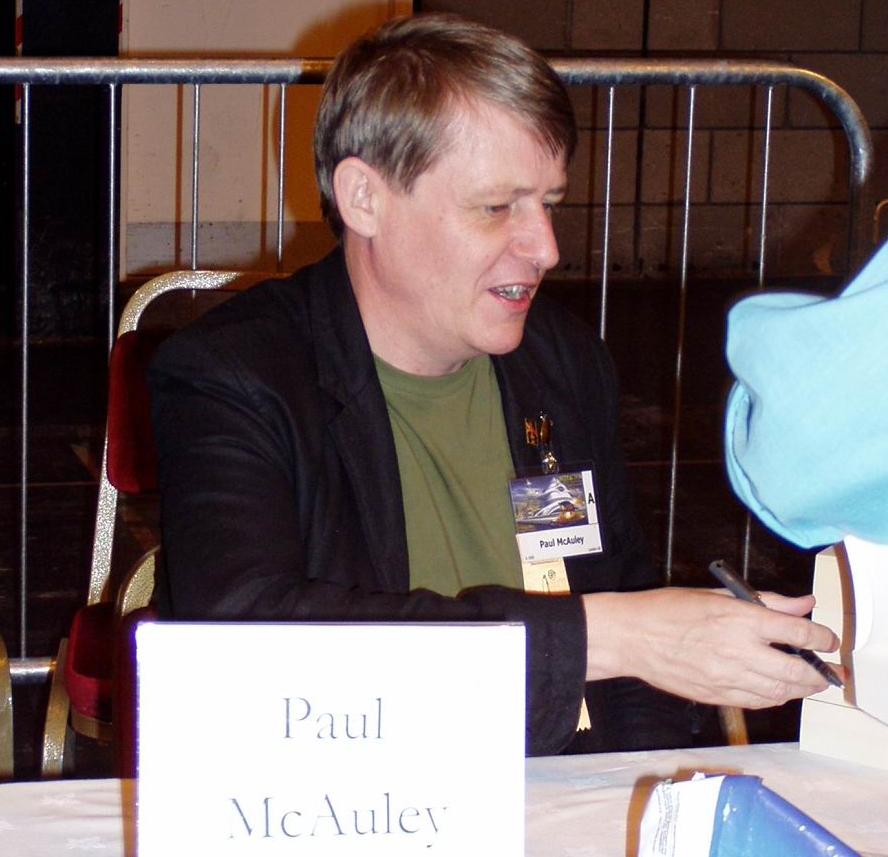
Paul McAuley auf der Worldcon 2005 in Glasgow

Paul McAuley (* 23. April 1955 in Stroud (Gloucestershire), Großbritannien) ist ein britischer Science-Fiction-Autor.

## Leben
An sich Biologe, schreibt McAuley hauptsächlich sogenannte Hard-SF, welche sich mit Themengebieten wie Biotechnologie, alternative Geschichte und Weltraumreisen beschäftigt.
Anfangs schrieb er in ferner Zukunft angesiedelte Space Operas wie Red Dust (über einen von Chinesen kolonisierten Mars) und den mit dem John W. Campbell Memorial Award sowie dem Arthur C. Clarke Award ausgezeichneten Roman Fairyland. In letzterem wird eine Dystopie beschrieben, in der genetisch veränderte, auf menschlicher DNA basierende „Puppen“ als leicht entbehrliche Sklaven benutzt werden.
Mit seinem Erstlingswerk Four Hundred Billion Stars gewann er seinerzeit den Philip K. Dick Award, mit The Temptation of Dr. Stein den British Fantasy Award und mit Pasquale’s Angel den Sidewise Award for Alternate History.

## Werk

### Alien-Zyklus
- Vol. 1: Four Hundred Billion Stars. 1988

Band 1: Vierhundert Milliarden Sterne, Heyne, 1995, ISBN 3-453-08562-0.
| Award         | Kategorie | Platz    |
| ------------- | --------- | -------- |
| Dick Memorial | Roman     | Gewinner |
| Locus         | SF-Roman  | 9        |

- Vol. 2: Secret Harmonies, auch (USA): Of the Fall, 1989

Band 2: Verbotene Harmonien, Heyne, 1995, ISBN 3-453-08563-9.
- Vol. 3: Eternal Light, 1991

Band 3: Ewiges Licht, Heyne, 1995, ISBN 3-453-08564-7.
| Award  | Kategorie | Platz     |
| ------ | --------- | --------- |
| Clarke | Roman     | nominiert |
| Locus  | SF-Roman  | 21        |
| BSFA   | Roman     | nominiert |

### The Book of Confluence
- Vol. 1: Child of the River, 1997

| Award | Kategorie | Platz |
| ----- | --------- | ----- |
| Locus | SF-Roman  | 18    |

- Vol. 2: Ancients of Days, 1998

| Award | Kategorie | Platz |
| ----- | --------- | ----- |
| Locus | SF-Roman  | 20    |

- Vol. 3: Shrine of Stars, 1999

| Award | Kategorie | Platz |
| ----- | --------- | ----- |
| Locus | SF-Roman  | 17    |

- Vol. 1–3: Confluence, 2000 (Sammelband)

### Stiller Krieg
- Vol. 1: The Quiet War, als Paul McAuley, 2008.

Der stille Krieg, Heyne, 2010, ISBN 978-3-453-52662-4.
- Vol. 2: Gardens of the Sun, als Paul McAuley, 2009

Sonnenfall, Heyne, 2011, ISBN 978-3-453-53374-5.
- Vol. 3: In the Mouth of the Whale, als Paul McAuley, Gollancz, 2012, ISBN 978-0-575-10073-2.

- Vol. 4: Evening's Empires, als Paul McAuley, Gollancz, 2013, ISBN 978-0-575-10079-4.

### Einzelromane
- Red Dust, 1993

Roter Staub, Heyne, 1995, ISBN 3-453-09425-5.
| Award | Kategorie | Platz |
| ----- | --------- | ----- |
| Locus | SF-Roman  | 21    |

- Pasquale’s Angel, 1994

Pasquales Florenz, Eichborn, 1995, ISBN 3-8218-0364-9.
Pasquales Florenz, Bastei-Lübbe, 1997, ISBN 3-404-12709-9.
| Award    | Kategorie | Platz     |
| -------- | --------- | --------- |
| Clarke   | Roman     | nominiert |
| Locus    | SF-Roman  | 29        |
| BFS      | Roman     | nominiert |
| Sidewise | Langform  | Gewinner  |

- Fairyland, 1995

Feenland, Heyne, 2000, ISBN 3-453-17933-1.
| Award             | Kategorie                 | Platz                    |
| ----------------- | ------------------------- | ------------------------ |
| Campbell Memorial | Roman                     | Gewinner                 |
| Clarke            | Roman                     | Gewinner                 |
| Locus             | SF-Roman                  | 13+9 (2 Jahre nominiert) |
| BSFA              | Roman                     | nominiert                |
| Laßwitz           | Bestes ausländisches Werk | nominiert                |

- Ship of Fools, 1999

- Making History, 2000

- The Secret of Life, 2001

| Award  | Kategorie | Platz     |
| ------ | --------- | --------- |
| Clarke | Roman     | nominiert |
| Locus  | SF-Roman  | 15        |
| BSFA   | Roman     | nominiert |

- Whole Wide World, 2002

| Award | Kategorie | Platz |
| ----- | --------- | ----- |
| Locus | SF-Roman  | 28    |

- White Devils, 2004

| Award             | Kategorie | Platz     |
| ----------------- | --------- | --------- |
| Campbell Memorial | Roman     | nominiert |
| Locus             | SF-Roman  | 23        |
| BSFA              | Roman     | nominiert |

- Doctor Who (Telos) Novellas #11: Eye of the Tiger, als Paul McAuley, 2004

- Mind’s Eye, als Paul McAuley, 2005

| Award             | Kategorie | Platz     |
| ----------------- | --------- | --------- |
| Campbell Memorial | Roman     | nominiert |
| Locus             | SF-Roman  | 22        |

- Cowboy Angels, als Paul McAuley, 2007

### Kurzgeschichtensammlungen
- The King of the Hill and Other Stories, 1991

Die Herren der Erde. Heyne, 1996, ISBN 3-453-10909-0.
| - The King of the Hill. 1985 (Der König des Hügels) - Little Ilya and Spider and Box. 1985 (Klein-Ilia, Spider und Box) - Exiles. 1990 (Exilanten) - Karl and the Ogre. 1988 (Karl und das Urwesen) - The Temporary King. 1987 (König auf Zeit) - Transcendence. 1988 (Transzendenz) - The Heirs of Earth. 1987 (Die Erben der Erde) - The Airs of Earth. 1986 (Die Herren der Erde) |

- The Invisible Country, 1996

| - The Temptation of Dr Stein. 1994 - Recording Angel. 1995 - Slaves. 1995 - Gene Wars. 1991 - Prison Dreams. 1992 (Gefängnisträume) - Children of the Revolution. 1993 - The Invisible Country. 1991 - The True History of Doctor Pretorius. 1995 - Dr. Luther’s Assistant. 1993 |

| Award         | Kategorie | Platz     |
| ------------- | --------- | --------- |
| Dick Memorial | Roman     | nominiert |

### Sonstige Kurzgeschichten
- Wagon, Passing. 1984
- A Dragon for Seyour Chan. 1987
- Among The Stones. 1987
- Inheritance. 1988
- Jacob’s Rock. 1989
- Crossroads. 1991

- The Temptation of Dr Stein. 1994

| Award | Kategorie      | Platz    |
| ----- | -------------- | -------- |
| BFS   | Kurzgeschichte | Gewinner |

- Pasquale’s Angel (excerpt). 1994
- Negative Equity. 1996
- Second Skin. 1997
- All Tomorrow’s Parties. 1997
- Residuals. mit Kim Newman, 1997
- The Worst Place in the World. 1997
- The Quarry. 1997
- The White Boat (extract from Child of the River). 1997
- 17. 1998
- Sea Change, with Monsters. 1998
- The Gardens of Saturn. 1998
- The Secret of My Success. 1998
- Back Door Man. 1999
- Naming the Dead. als Paul McAuley, 1999
- Before the Flood. 1999
- Alien TV. 1999
- How We Lost the Moon, a True Story by Frank W. Allen. 1999
- Interstitial. 2000
- A Very British History. 2000
- Reef. 2000
- The Rift. 2000
- Making History. als Paul McAuley, 2000 (Geschichte machen)
- Bone Orchards. 2000
- The Two Dicks. als Paul McAuley, 2001
- The Passenger. als Paul McAuley, 2002
- The Assassination of Faustino Malarte. als Paul McAuley, 2002
- Doctor Pretorius and the Lost Temple. 2002
- The Madness of Crowds. als Paul McAuley, 2003
- Child of the Stones. als Paul McAuley, 2003
- Rats of the System. als Paul McAuley, 2005
- Dead Men Walking. 2006
- Winning Peace. 2007